# Брівка уступу
Брівка уступу, Брівка уступу кар'єру (рос. бровка уступа карьера, англ. openpit edge, crest, toe of a bench; нім. Fortschreitende Böschung f) — лінія перетину поверхні укосу (яруса відвалу) з поверхнями верхнього і нижнього майданчиків (відповідно до цього розрізняють верхню або нижню брівку).
Нижня Б. найнижчого уступу кар'єру називається контуром дна кар'єру.
Верхня брівка верхнього уступу (лінія перетину поверхні верхнього укосу з земною поверхнею) називається контуром кар'єру.